# Museum auf dem Burghof

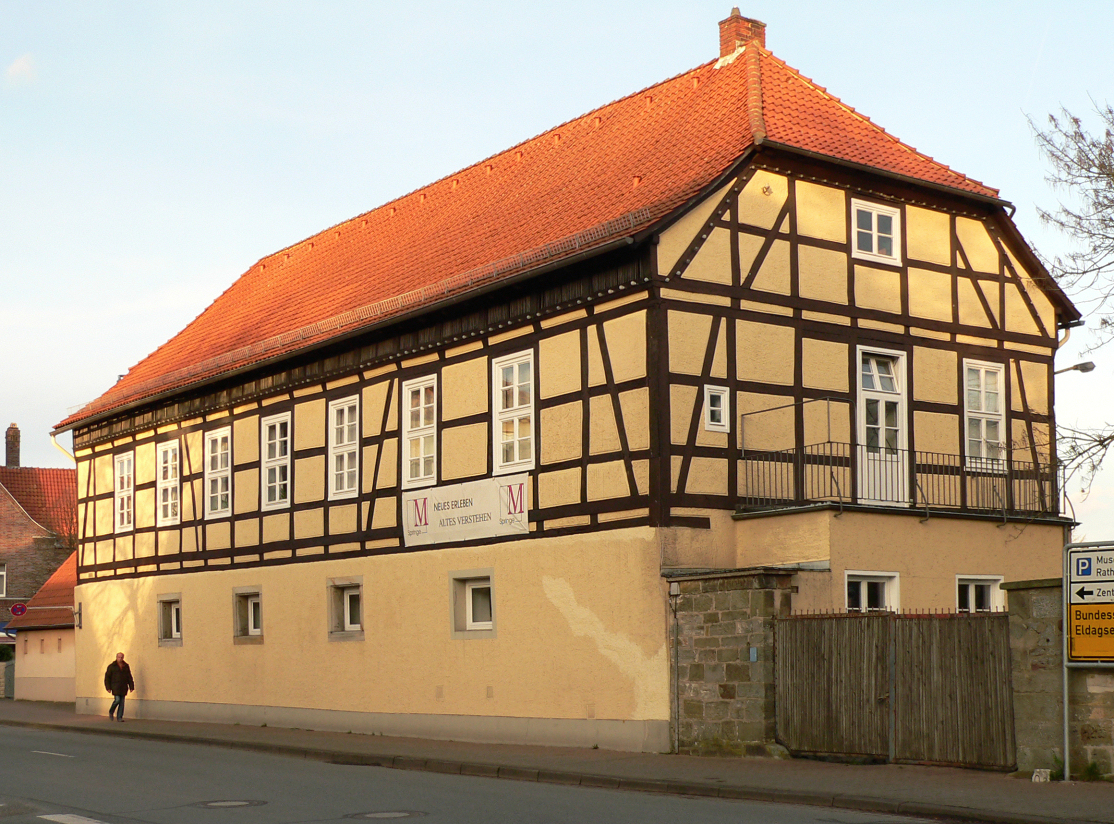
Das Museum auf dem Burghof in Springe

Das Museum auf dem Burghof in Springe, Region Hannover, ist das Museum zur Geschichte und Kultur rund um die Stadt am Deister.

## Beschreibung
Das Museum ist in einem historischen Kornspeicher untergebracht, der zum Wirtschaftshof der Burg Springe gehörte. Das Museum wirkt darüber hinaus als Kulturzentrum mit eigenen Vortragsreihen, Sonderausstellungen sowie literarischen und musikalischen Veranstaltungen. Das 1996 gegründete Museum ist Ausgangspunkt für Exkursionen, veranstaltet neben dem jährlichen Töpfermarkt insbesondere Ausstellungen mit Werken regionaler Künstler. Standort der auch kurz Museum Springe genannten Einrichtung ist die Straße Auf dem Burghof 1A in Springe.

## Schriften
Das Museum auf dem Burghof mit dem Bibliothekssigel ISIL DE-MUS-127011 ist Herausgeber folgender Publikationen:
- in der Reihe Hallermunter Schriften
  - Band 1; Ulrich Manthey, Klaus Vohn-Fortagne, Manfred von Allwörden et al.: Industriegeschichte des Deister-Süntel-Raumes Ulrich Manthey. Mitautor: Klaus Vohn-Fortagne. Mit Beitr. und unter Mitarb. von Manfred von Allwörden, Springe 1996, ISBN 978-3-00-000566-4 und ISBN 3-00-000566-8; Inhaltsverzeichnis
  - Band 2; Hans-Christian Rohde: „Wir sind Deutsche mit jüdischer Religion.“ Geschichte der Juden in Eldagsen und Springe, Bennigsen, Gestorf, Völksen, 1999, ISBN 978-3-00-004056-6 und ISBN 3-00-004056-0
- Helmut Busse (Red.): 40 Jahre Museum in Springe. Einst Kornspeicher – heute kultureller Mittelpunkt. 1969–2009. Geschichte und Geschichten in einer Zeittafel, Springe: Museum auf dem Burghof, 2009